# Atomorpha fascifera
Atomorpha fascifera là một loài bướm đêm trong họ Geometridae.